# Axel Lesser
Axel Lesser (ur. 18 kwietnia 1946 w Brotterode) – niemiecki biegacz narciarski reprezentujący barwy NRD, srebrny medalista mistrzostw świata.

## Kariera
Jego olimpijskim debiutem były igrzyska w Grenoble w 1968 r. W swoim najlepszym indywidualnym starcie na tych igrzyskach, w biegu na 30 km stylem klasycznym zajął 36. miejsce. Ponadto wraz z kolegami z reprezentacji zajął siódme miejsce w sztafecie. Cztery lata później, na igrzyskach olimpijskich w Sapporo jego najlepszymi wynikami było szóste miejsca w biegu na 15 km oraz w sztafecie. Wziął także udział w igrzyskach olimpijskich w Innsbrucku w 1976 roku zajmując 17. miejsce w biegu na 30 km.
W 1970 roku wystartował na mistrzostwach świata w Wysokich Tatrach. Osiągnął tam największy sukces w swojej karierze wspólnie z Gerdem Heßlerem, Gertem-Dietmarem Klause i Gerhardem Grimmerem zdobywając srebrny medal w sztafecie 4 × 10 km.

## Osiągnięcia

### Igrzyska olimpijskie
| Miejsce | Dzień     | Rok  | Miejscowość | Konkurencja             | Czas biegu | Strata   | Zwycięzca            |
| ------- | --------- | ---- | ----------- | ----------------------- | ---------- | -------- | -------------------- |
| 36.     | 7 lutego  | 1968 | Grenoble    | 30 km stylem klasycznym | 1:35:39,2  | +8:37,0  | Franco Nones         |
| DNF     | 10 lutego | 1968 | Grenoble    | 15 km stylem klasycznym | 47:54,2    | -        | Harald Grønningen    |
| 7.      | 14 lutego | 1968 | Grenoble    | Sztafeta 4 × 10 km      | 2:08:33,5  | +10:49,3 | Norwegia             |
| 12.     | 4 lutego  | 1972 | Sapporo     | 30 km stylem klasycznym | 1:36:31,15 | +3:18,09 | Wiaczesław Wiedienin |
| 6.      | 7 lutego  | 1972 | Sapporo     | 15 km stylem klasycznym | 45:28,24   | +48,77   | Sven-Åke Lundbäck    |
| 6.      | 13 lutego | 1972 | Sapporo     | Sztafeta 4 × 10 km      | 2:04:47,94 | +5:15,79 | ZSRR                 |
| 17.     | 5 lutego  | 1976 | Innsbruck   | 30 km stylem klasycznym | 1:30:29,38 | +4:23,76 | Siergiej Sawieljew   |
| DNF     | 11 lutego | 1976 | Innsbruck   | Sztafeta 4 × 10 km      | 2:07:59,72 | -        | Finlandia            |

### Mistrzostwa świata
| Miejsce | Dzień     | Rok  | Miejscowość   | Konkurencja             | Czas biegu | Strata   | Zwycięzca            |
| ------- | --------- | ---- | ------------- | ----------------------- | ---------- | -------- | -------------------- |
| 16.     | 15 lutego | 1970 | Wysokie Tatry | 30 km stylem klasycznym | 1:39:48,01 | +4:54,25 | Wiaczesław Wiedienin |
| 19.     | 17 lutego | 1970 | Wysokie Tatry | 15 km stylem klasycznym | 47:04,71   | +1:54,37 | Lars-Göran Åslund    |
| 2.      | 19 lutego | 1970 | Wysokie Tatry | Sztafeta 4 × 10 km      | 2:06:36,47 | +14,12   | ZSRR                 |
| 15.     | 19 lutego | 1974 | Falun         | 15 km stylem klasycznym | 41:39,09   | +2:18,05 | Magne Myrmo          |